# 王伯昭
王伯昭（1960年9月24日—），中国演员，上海戏剧学院毕业，电视剧代表作《西游记》的小白龙、电影代表作《侠女十三妹》、《推手》。

## 电视剧作品
- 1983年《我们的引路人》，合作者钱江导演
- 1984年《西游记》饰白龙马（人形），合作者六小龄童、杨洁导演
- 1984年《大瀑布》主演并导演
- 1986年《不知其名》饰刘鸿祥（中日合拍）合作者龚雪
- 1992年《情定少林寺/武林奇缘》饰 张京云/ 明慧，合作者陈法蓉、林芳兵、坣娜
- 1993年《中国模特儿》饰模特教练，合作者廖京生、杨凤良导演
- 1994年《中国空姐》饰方紫平，合作者陈宝国、左翎、金莉莉、高曙光、朱娜、剧雪、赵明明
- 1995年《唐太宗李世民/新隋唐演义》饰李建成 ，合作者傅艺伟、林俊贤
- 1996年《上海女性》饰孙然，合作者麦文燕
- 1996年《舞蹈老师》（飞天二等奖）饰方老师
- 1997年《绿卡族》饰任大海，合作者陈冲、严晓频
- 1997年《女强人》饰叶继荣，合作者刘雪华
- 1998年《警坛风云》第一部（第2集中饰演双胞胎黄江森/李群）
- 1998年《大都会》饰尉安，合作者黄蜀芹导演
- 1999年《春光灿烂猪八戒》饰 玉皇大帝，合作者陶虹、徐峥、陈红、翁虹、孙兴
- 1999年《乞丐郎君千金女/王宝钏与薛平贵》饰盖世文，合作者张晨光
- 1999年《上海滩女食神/美食街女老板》饰荣国杰，合作者吴家丽
- 2001年《一品夫人芝麻官/台湾第一巡抚》饰王文福，合作者张国立、苏有朋、陈志朋、季芹
- 2001年《生死锐变》饰宋朝平，合作者申军谊、宫筱轩、王茜、徐庆东导演
- 2001年《蓝色诱惑》饰戚伟然，合作者陶泽如、汪涛导演
- 2002年《干部》饰穆小霖，合作者尤勇、陈宵依、赵小锐、何群导演
- 2002年《金粉世家》饰白雄起，合作者刘亦菲、陈坤、董洁，李大为、刘国权导演
- 2002年《春花秋月》饰侯专员，合作者马景涛、张澜澜、周里京
- 2002年《张治中》饰张治中，合作者沈好放导演合作
- 2003年《流转的王妃·最后的皇弟》饰溥仪，合作者竹野内丰、常盘贵子
- 2003年《我是有情人》饰林枫，合作者吕良伟
- 2003年《月上海》饰时效勋，合作者周韵、朱琳
- 2003年《录像带》饰马名骏，合作者赵宝刚导演合作
- 2004年《天高地厚》饰王长青，合作者倪萍、侯勇、朱媛媛
- 2004年《小鱼儿与花无缺》演江别鹤，合作者范冰冰、谢霆锋、张卫健、袁泉、杨雪
- 2004年《别让眼泪流过夜》饰秦主任，合作者胡静、李强
- 2005年《红衣坊/红帮裁缝》饰赵先生，合作者苏州导演
- 2005年《金色年华》饰许洪均，合作者蓝下隆、黄圣依、刘国权、李大为导演
- 2005年《梦回青河》饰赵俊明，合作者刘雪华、李子雄、何琳、苗圃
- 2006年《盐亨》饰李友堂，合作者黄文豪、王绘春、沈傲君、沈好放导演
- 2006年《戈壁母亲》饰程世昌，合作者刘佳、巫刚、赵君、耿乐、沈好放导演
- 2006年《局中局》饰方立新，合作者许晴、鲍蕾、淳于珊珊、刘江导演
- 2006年《亲亲宝贝》合作者张娜、李滨
- 2007年《真情人生》第五单元《孝女情怀》（9-10）饰刘秉魁，合作者白冰
- 2007年《团委书记》第二部《创业》饰彭工程师，合作者李琳、王玉璋
- 2007年《今生欠你一个拥抱》饰柳大中，合作者吴晓敏、唐以诺、李依晓
- 2007年《温柔的背后》（18-24）饰路维中，合作者李诚洁、罗匡、夏德俊、曹馨月
- 2008年《敌营十八年》饰汪丕夫，合作者杜淳、阿斯茹、邓家佳、戴娇倩
- 2008年《法庭风云》合作者范志博、潘星谊
- 2008年《夺子战争》饰叶守信，合作者马苏、钱泳辰
- 2008年《澄江情》合作者王同辉、刘晓庆
- 2009年《虎胆雄心》饰汪丕夫，合作者杜淳、阿斯茹、王鹏凯、滕旋、朱虹
- 2009年《解放》饰张治中，合作者唐国强、刘劲
- 2009年《下南洋》合作者童蕾、隋俊波、沈好放导演
- 2009年《湘西喋血记》饰朱立俊，合作者宗峰岩、王鹏凯
- 2009年《迷失洛杉矶》饰张大年，合作者梁冠华、安雅、沈好放导演
- 2010年《田教授家的二十八个亲戚》饰张德新，合作者谢钢、李宗华
- 2010年《京城四少》饰童善，合作者富大龙、杨幂、李倩
- 2010年《红尘丽影》饰冯炳昆，合作者陈紫函、岳跃利、王刚、吴竞
- 2010年《秦香莲》饰陈恂，合作者陈浩民、刘雪华、寇振海
- 2010年《红妆》合作者张歆艺、汤镇宗、刘琳
- 2011年《东方》饰钱学森，合作者唐国强、王伍福、孙维民
- 2017年《大军师司马懿》饰刘备
- 2018年《你和我的傾城時光》飾 祝博雲

## 电影作品
- 1981年《笔中情》饰赵旭之，合作者赵静
- 1982年《清水湾，淡水湾》饰小张，合作者张瑜、方舒
- 1984年《爱与恨》饰葛玉龙，合作者于莉
- 1985年《一个女人的命运》饰黄立秋，合作者曹秋根、殷新
- 1985年《侠女十三妹》（中日合拍立体）饰安公子，合作者丁岚、葛存壮
- 1986年《文成公主》（中港合拍）饰 松赞干布
- 1991年《推手》（金马奖）饰朱晓生，合作者郎雄、李安导演
- 1993年《拼盘》饰老冯
- 1994年《落鸟》饰Henry教授
- 1994年《五号院》饰张平，合作者沈好放导演
- 1996年《神偷燕子李三》饰蒲少爷，合作者朱茵、徐锦江
- 1997年《生命如歌》，合作者王洛勇、严晓频、史可
- 1999年《开着火车上北京》饰高野，合作者彭丹、于晓阳导演
- 1999年《蓝盔之子》饰石立岩，合作者史可、郭宝昌导演
- 2000年《候鸟》饰陆遥，合作者刘若英、归亚蕾
- 2005年《遭遇·阮玲玉》，合作者倪景阳、刘琳
- 2007年《北京等待/Waiting in BeiJing》饰查李斯
- 2007年《长城/Great Wall》饰谭伦
- 2007年 数字电影《女神捕之孽缘》（第8单元）饰盛莫言，合作者商蓉、孙玮